# 揽月着陆器
揽月着陆器是中华人民共和国中国载人月球探测工程中由中国航天科技集团正在研制的一型载人月球着陆器，其用途是将2名航天员由绕月轨道运送至月球表面开展活动，并返回绕月轨道。揽月着陆器的发射载具是长征十号运载火箭。

## 概述
揽月着陆器是航天员登陆月球后的月面生活中心、能源中心及数据中心，为开展月面驻留和月面活动提供支持。
揽月着陆器总质量约26吨，由登月舱和推进舱两舱组成。

### 登月舱
登月舱是唯一软着陆月球表面并从月表起飞的舱段。登月舱为圆柱形，顶部有对接口，侧壁有出舱口、探索载人月球车、电池、气瓶等，还有一对圆形太阳能电池板，底部有4条着陆腿（其中1条着陆腿附有梯子）、4台主发动机，底部与推进舱相连。登月舱多个位置装有姿态控制发动机。登月舱携带有科学载荷。登月舱内部可容纳2名航天员，除了作为生活空间，预计也将作为舱外活动气闸舱使用，并负责存放望宇登月服。

### 科学载荷
科学载荷的学科范围包括月球地质与月球物理、观测与物理研究、空间生命科学，以及月面深部钻探、月面资源利用等。无人登月飞行任务中，由月面着陆器释放分离科学载荷并自主开展工作；载人登月飞行任务中，科学载荷可在航天员的参与下部署并开展工作。
科学载荷分为以下3类：
- 无人登月飞行任务一般科学载荷：安装总质量≯260kg（可支持多个载荷安装，落月后与着陆器分离），安装总包络尺寸1810mm×1510mm×930mm；峰值功率<450W，数传下行数据率≯10Mbps。

- 无人登月飞行任务月面钻探专项载荷：总质量≯290kg，总包络尺寸1810mm×1510mm×930mm，具备移动、避障和满足工作时长的月面生存等能力；峰值功率<450W；具备≮10m的月球样品钻采、保序、保真和封装等能力，并可在钻井中进行热、磁、震等探测。

- 载人登月飞行任务科学载荷：上行总质量≯60kg，总包络尺寸980mm×800 mm×550 mm；回收总质量≯50kg，总包络尺寸550mm×320mm×300mm（2个）；峰值功率<500W（短时），均值≯100W。

### 载人月球车
首次登陆月球期间，两名航天员将驾驶探索载人月球车开展科考活动。探索载人月球车将具备载人驾乘、月面移动、定位支持、安全辅助等功能，可为航天员提供移动、通信、探测辅助等保障。

### 推进舱
推进舱负责为月面着陆器近月制动、着陆月球初始阶段减速下降提供动力，在完成初始阶段减速下降后将被分离抛弃。推进舱为圆柱形，顶部与登月舱底部相连，底部装有1台8吨级常规发动机（YF-58）。

## 历史
2018年4月23日，第3个中国航天日主题活动上，杨利伟宣布启动由中国载人航天工程办公室举办的载人月面着陆与上升飞行器创意方案征集大赛。这次大赛共有35个方案入围，24个方案获奖。其主要要求如下：
1. 飞行器质量不超过25吨；
2. 飞行器能承载至少2名航天员；
3. 飞行器能从300千米高度环月圆轨道到达月球表面，并安全返回环月圆轨道；
4. 飞行器所携带推进剂能支撑其完成近月制动、月球轨道交会对接、月面下降、上升等任务；
5. 飞行器能在月面停留不少于6小时，支持不少于2人次出舱活动。

2022年12月20日，在一个有中国航天科技集团参加的官方活动中，中国载人月面着陆器的外观同新一代载人飞船的现行改进方案一道被首次披露。
不晚于2023年5月，中国载人月面着陆器开始研制。
2023年2月24日，中国载人航天工程三十年成就展开幕，其中首度出现中国载人月面着陆器的正式介绍，并配有1:4等比例模型。
2023年7月17日，中國載人航天工程辦公室征集随月面着陆器搭载的月面科学载荷方案。
2023年8月31日至2023年9月30日，中國載人航天工程辦公室开展含载人月面着陆器在内的载人月球探测任务新飞行器征名活动，并且提供了载人月面着陆器的方案图。
2024年2月24日，载人月面着陆器正式命名为“揽月”，并已全面进入初样研制阶段。
2024年10月29日，中国载人航天工程办公室透露，揽月月面着陆器初样产品已经完成两舱分离大型试验。
2025年8月6日，揽月着陆器着陆起飞综合验证试验在位于河北省怀来县的地外天体着陆试验场圆满完成。

## 名称
在正式命名前，该型飞船被称作“（中国）载人月面着陆器”。2023年8月31日至2023年9月30日，中國載人航天工程辦公室开展载人月球探测任务新飞行器征名活动。2024年2月24日，新一代载人飞船与月球着陆器名称对外公布，其中着陆器公布名称为“揽月”，取自毛泽东诗词《水调歌头·重上井冈山》中的“可上九天揽月，可下五洋捉鳖，谈笑凯歌还”。
“揽月”也曾是2013年命名的中国探月工程嫦娥三号月球车候选名称之一。

## 参数

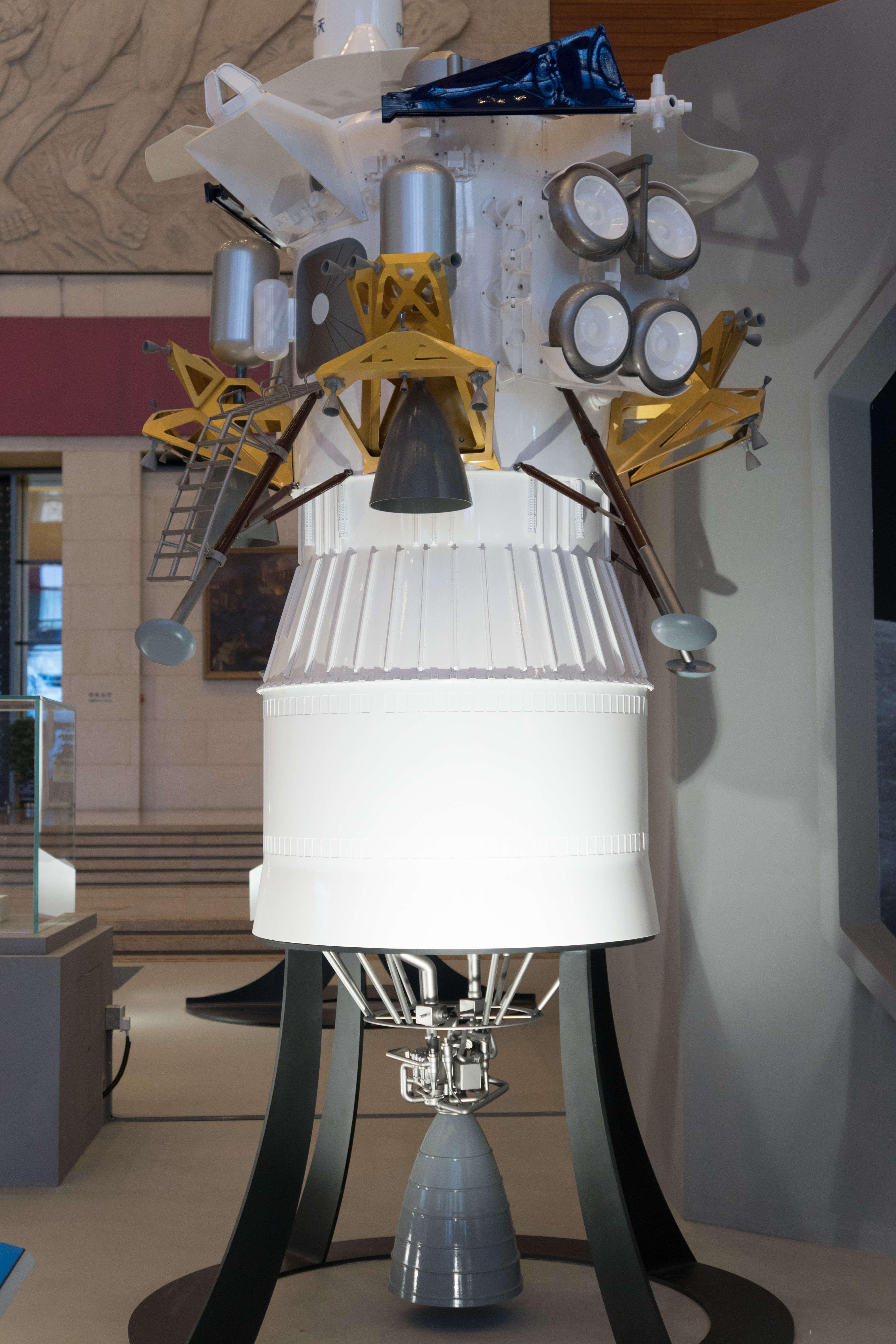
2023年展出的中国载人月面着陆器1:4模型，可见月球車

| 推进舱（下降段）      | 推进舱（下降段）                    |
| --------------------- | ----------------------------------- |
| 发动机                | 1台8吨级常规发动机（YF-58）         |
| 推进剂                | 甲基肼/四氧化二氮                   |
| 登月舱（着陆/上升段） |                                     |
| 发动机                | 4台改进型7500N变推力发动机（YF-36） |
| 推进剂                | 甲基肼/四氧化二氮                   |

## 任务列表

### 计划中的任务
| 任务名称 | 发射时间 | 发射载具 | 发射地点       | 落月时间 | 落月地点 | 航天员    | 备注     |
| -------- | -------- | -------- | -------------- | -------- | -------- | --------- | -------- |
| 揽月一号 | 2027年   | 长征十号 | 文昌航天发射场 | （不详） | （不详） | 不適用    | 无人登月 |
| 揽月二号 | 2028年   | 长征十号 | 文昌航天发射场 | 2029年   | （不详） | 2人，未定 | 载人登月 |